# Jonathan Ornelas
Jonathan Ornelas (Glendale, Arizona, 26 de mayo de 2000) es un jugador profesional estadounidense de béisbol que se desempeña en la posición de tercera base en Texas Rangers, equipo de las Grandes Ligas de Béisbol (MLB).

## Carrera
En 2023, Ornelas hizo su debut en la MLB con el equipo Texas Rangers, donde lleva jugando dos temporadas.